# Henny Jurriëns
Henny Jurriëns (Arnhem, 21 februari 1949 - Letellier, Canada, 9 april 1989) was een Nederlands balletdanser.
Op 8-jarige leeftijd begon Henny Jurriëns zijn danscarrière bij Winja Marova en vervolgde zijn balletopleiding aan de Dansacademie van Arnhem, waar hij later zelf ook gastlessen zou geven.
Henny Jurriëns was van 1966 tot 1970 bij het Norske Opera Ballet in Noorwegen, waar hij snel de rang van solist bereikte.
In 1970 sloot hij zich aan bij het Het Nationale Ballet van Nederland, waar hij naast solist ook balletmeester en coöordinator van de dansschool was. Hij danste de hoofdrollen in vele klassieke balletten, maar ook in eigentijdse choreografieën van bijvoorbeeld Hans van Manen en Rudi van Dantzig. In 1984 werd hij assistent-artistiek leider. In 1985 trouwde hij met Judith Ann Green (Judy), een tweede-soliste, die onder de naam Judith James van 1972 tot 1983 bij Het Nationale Ballet had gedanst.
In 1986 werd Henny eerste solist bij het Royal Winnipeg Ballet, in 1988 aanvaardde hij op verzoek van de Raad van Bestuur de functie van Artistiek Directeur. Judy en het inmiddels geboren dochtertje (1986) volgden hem naar Canada. 
Op 9 april 1989 kwamen Henny en Judy om het leven door een tragisch auto-ongeluk bij Letellier, in Canada. De driejarige dochter overleefde het ongeval.